# Pálava

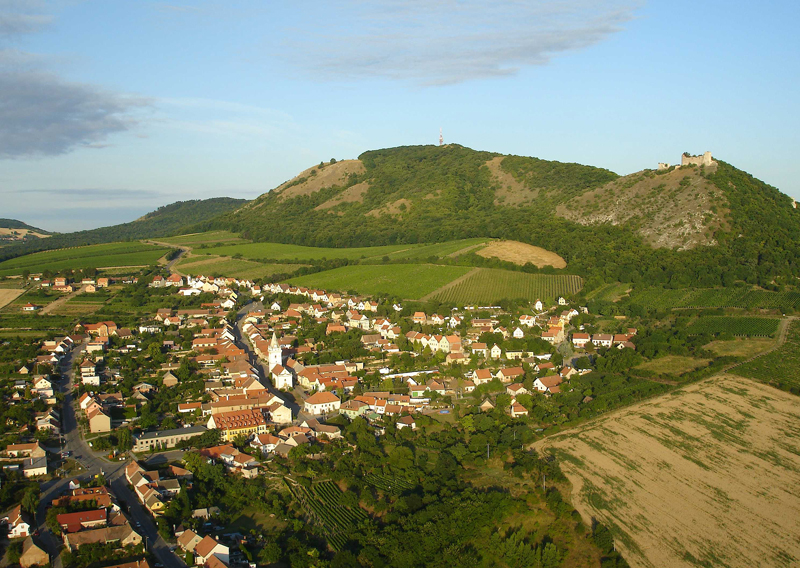
Der für das Hügelland namensgebende Ort Pavlov / Pollau mit Burgruine Děvičky (Maidenburg) und Děvín

Pálava ist ein Landschaftsschutzgebiet im Südosten Tschechiens. Es wurde am 19. März 1976 auf einer Fläche von 83 km² ausgerufen. Das Schutzgebiet liegt etwa 40 Kilometer südlich der mährischen Stadt Brünn und umfasst das Hügelland Pavlovské vrchy (Pollauer Berge), den Wald Milovický les (Millowitzer Wald) und die südlich davon liegende Niederung bis zur Staatsgrenze mit Österreich, also den Gutteil der Region Mikulovská vrchovina (Nikolsburger Berge).

## Lage und Landschaft
Die Hügel am Rande des nördlichen Wiener Beckens bilden den westlichsten Teil der Äußeren Westkarpaten und sind ferner Teil der Waschbergzone. Die höchste Erhebung ist der Hügel Děvín (Maidenberg) mit 554 m n.m. Die Nordgrenze bildet die Talsperre Vodní nádrž Nové Mlýny (Neumühl-Stausee) an der Thaya, wo mit 163 m n.m. der tiefste Punkt liegt. 

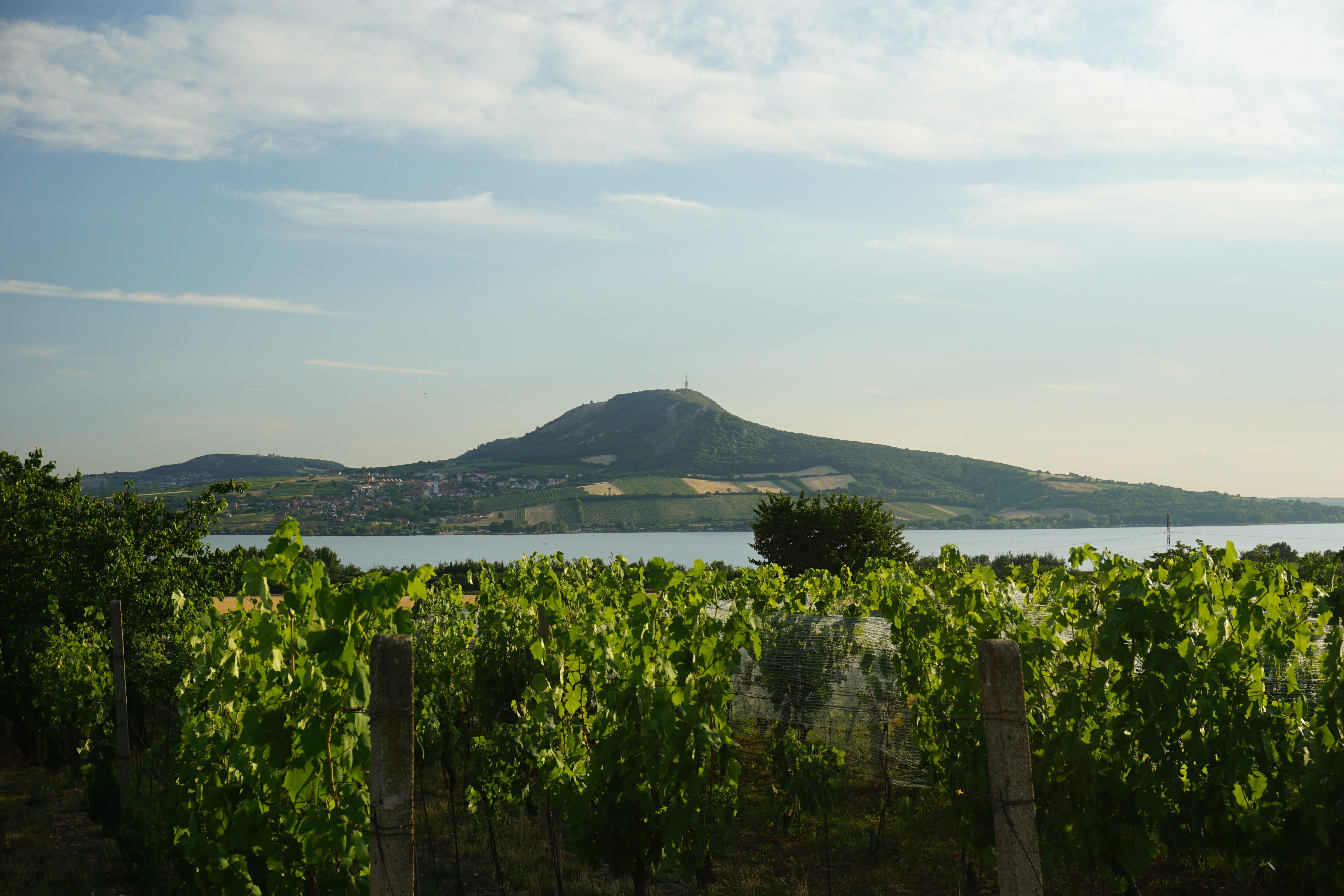
Blick von Schakwitz über den Stausee

Die Biotope umfassen artenreiche Fels-, Gras- und Wiesensteppen, Waldsteppen, wärmeliebende Buchenwälder und Schluchtwälder auf einem Untergrund aus Jura-Kalk. In den Auen der Thaya zwischen Nové Mlýny und Bulhary (Pulgram) wechseln sich Auwälder mit anderen Feucht- oder Wasserbiotopen ab.
Die naturkundlich und geschichtlich einzigartige Talsenke entlang des mäandernden Flusses Thaya nördlich von Nové Mlýny und unmittelbar am östlichen Fuß von Pálava mit dem damals größten Auenwaldgebiet Mitteleuropas mit reicher Flora und Fauna sowie zahlreichen archäologischen Fundstellen (Steinzeit, römische Antike, Mittelalter) wurde in den 1980er Jahren nach dem Bau eines riesigen dreigliederigen Stausees geflutet und dadurch weitgehend vernichtet. Der wesentliche Zweck des Stauseebaus, die Speisung eines umfangreichen landwirtschaftlichen Bewässerungssystems, wurde dabei nie erreicht.

## Kultur und Besiedlung
Pálava liegt in einer der wärmsten und trockensten Regionen Tschechiens inmitten einer alten Kultur- und Siedlungslandschaft. Die Gegend bei Dolní Věstonice (Unterwisternitz) am Nordrand war bereits in der Steinzeit dicht bevölkert; von den hiesigen Funden ist insbesondere die Venus von Dolní Věstonice bekannt geworden, eine 25.000 bis 29.000 Jahre alte Keramikfigur. Die Ebene rund um die Hügel wird intensiv landwirtschaftlich genutzt. Die Stadt Mikulov (Nikolsburg) am südlichen Rand von Pálava ist eines der Zentren des mährischen Weinbaus. Die Landschaft der Hügel selbst ist durch Jahrtausende menschlicher Nutzung geformt, die ursprünglichen Wälder sind einer Karst-Waldsteppe gewichen. Der ökologische Wert entsteht durch die in Tschechien außergewöhnliche Kombination der geologischen und klimatischen Bedingungen. 
Am Massiv des Klausen (483 m) (Obora) (483 m) befindet sich die Reste der Burg Neuhaus (Nový hrad), am unteren Gipfel des Tafelbergs (Stolová hora) befindet sich Burgruine Waisenstein (Sirotčí hrádek).

## Naturschutzgebiete
Die wertvollsten Teile der Landschaft stehen unter besonderem Schutz: Neun Naturreservate und fünf Naturdenkmäler sind auf dem Gelände ausgewiesen. Das Areal ist Teil eines Vogelschutzgebietes, die Feuchtbiotope gehören zum Verbund Mokřady Dolního Podyjí, der nach der Ramsar-Konvention geschützt ist. 1986 nahm die UNESCO Pálava in das internationale Netz der Biosphärenreservate auf. Im Jahr 2003 wurde das Gebiet erweitert und zum Biosphärenreservat Untere Morava umbenannt, dem das Landschaftsschutzgebiet Pálava seitdem angehört.
Kleinräumige Schutzgebiete:
- Nationale Naturreservate: Děvín-Kotel-Soutěska; Tabulová, Růžový vrch a Kočičí kámen; Křivé jezero; Slanisko u Nesytu; Svatý kopeček u Mikulova
- Naturreservate: Milovická stráň; Svatý kopeček (Heiliger Berg); Turold; Liščí vrch; Šibeničník (Galgenberg)
- Nationales Naturdenkmal: Kalendář věků
- Naturdenkmäler: Růžový kopec; Kienberg; Kočičí skála (Katzstein); Anenský vrch

## Städte und Gemeinden
- Bavory, Bulhary, Dolní Věstonice, Horní Věstonice, Klentnice, Mikulov, Milovice u Mikulova, Pavlov, Perná, Sedlec